# Tellona
Tellona là một chi bướm ngày thuộc họ Bướm nâu.